# سنگ‌نوشته دوم پارسی باستان پی‌بنای دیوار جنوبی تخت جمشید
سنگ‌نوشته دوم پارسی باستان پی‌بنای دیوار جنوبی تخت جمشید یکی از چهار کتیبه پی‌بنای دیوار جنوبی تخت جمشید است. این کتیبه به میخی پارسی باستان می‌باشد. تعداد سطور این سنگ نبشته ۲۴ سطر است. موضوع سنک نبشته که به دستور داریوش بزرگ ساخته شده‌است، معرفی داریوش بزرگ، معرفی سرزمین های خراجگزار و اندرزگویی به فرمانروایان می‌باشد.

## ترجمه
من (هستم) داریوش شاه بزرگ، شاه شاهان، شاه کشورهای بسیار، پسر ویشتاسپه هخامنشی. گوید داریوش شاه: این است کشورهایی که به خواست اهورامزدا، من به یاری این مردم پارس از آن خود کرده‌ام. که بیم من به دلشان نشست، و مرا باج آوردند: عیلام، ماد، بابل، عربستان، سوریه، مصر، ارمنستان، کاپادوکیه، لودیه، ایونیه، یونانیانی که در جزایر هستند و کشورهایی که آن سوی دریای (اژه) هستند، ساگارتیا، خراسان، سیستان، هرات، بلخ، سغد، خوارزم، ناحیه صدگاو، رخج، هند شمال غربی، گندارا، ناحیه سکاها، مکران. گوید داریوش شاه: اگر تو چنین می‌اندیشی: چنان باد که از دیگری نترسم. این قوم پارسی را بپای، اگر قوم پارسی پاییده شوند، اهورا برکت جاودانی بر این قوم (دودمان) ارزانی خواهد داشت.

## جایگاه

جایگاه کتیبه های پی‌بنای دیوار جنوبی تخت جمشید. از چپ به راست: پارسی، پارسی، عیلامی و بابلی. →شرق و غرب←

جایگاه کتیبه های پی‌بنای دیوار جنوبی تخت جمشید. از چپ به راست: پارسی، پارسی، عیلامی و بابلی

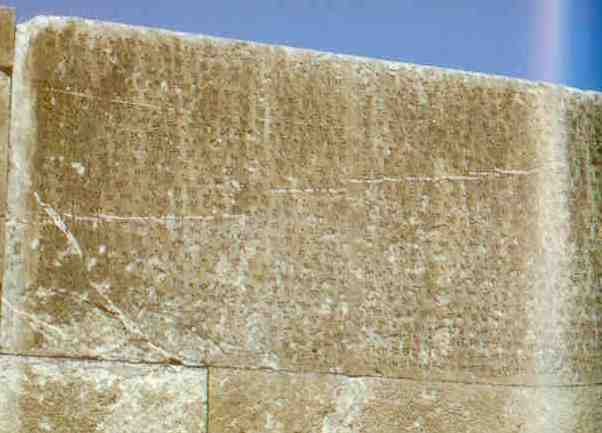
دو کتیبه پارسی (جهت غرب)